# Cuevas del Becerro
Cuevas del Becerro là một đô thị trong tỉnh Málaga, cộng đồng tự trị Andalusia Tây Ban Nha. Đô thị này có diện tích là 16 ki-lô-mét vuông, dân số năm 2009 là 1801 người với mật độ 112,56 người/km². Đô thị này có cự ly 97 km so với tỉnh lỵ Málaga.